# Neveletlen hercegnő
A Neveletlen hercegnő (eredeti cím: The Princess Diaries) 2001-es amerikai vígjáték, ami Meg Cabot A neveletlen hercegnő naplója című ifjúsági regénysorozatán alapul. Gina Wendkos forgatókönyvéből Garry Marshall rendezte. A történet egy amerikai tinédzserről szól, akiről kiderül, hogy egy királyság trónjának várományosa. A főbb szerepekben Anne Hathaway, Héctor Elizondo, Heather Matarazzo, Mandy Moore és Julie Andrews látható.
A film világpremierje a kaliforniai El Capitan Theatre moziban volt 2001. augusztus 3-án, majd az Amerikai Egyesült Államokban augusztus 3-án került nemzetközi forgalmazásba. Magyarországon 2001. október 11-én mutatták be a mozikban.

## Cselekmény
Mia Thermopolis átlagos kamaszlányként tengeti az életét édesanyjával San Francisco városában. Mia mindig is csillogó és sikeres életről álmodott, az álma pedig valósággá válik, amikor feltűnik a színen sosem látott nagyanyja: Clarisse Renaldi, egy európai királyság, Genovia királynéja. Mint kiderül, Mia a trón várományosa, nagyanyja pedig magával is viszi a lányt a királyságba, hogy igazi hercegnőt faragjon belőle. Miának azonban az idő múlásával egyre kevésbé tetszik a palotai élet és visszavágyik régi, átlagos mindennapjaiba.

## Szereplők
| Szereplő                                                  | Színész              | Magyar hang            |
| --------------------------------------------------------- | -------------------- | ---------------------- |
| Clarisse Renaldi királynő                                 | Julie Andrews        | Hámori Ildikó          |
| Mia Thermopolis                                           | Anne Hathaway        | Bogdányi Titanilla     |
| Joe                                                       | Hector Elizondo      | Kőszegi Ákos           |
| Lilly Moscovitz                                           | Heather Matarazzo    | Nemes Takách Kata      |
| Lana Thomas                                               | Mandy Moore          |                        |
| Helen Thermopolis                                         | Caroline Goodall     | Vándor Éva             |
| Michael Moscovitz                                         | Robert Schwartzman   | Simonyi Balázs         |
| Josh Bryant                                               | Erik von Detten      | Harsányi Bence         |
| Jeremiah Hart                                             | Patrick John Flueger | Halasi Dániel          |
| Patrick O`Connell, tanár                                  | Sean O'Bryan         | Sztarenki Pál          |
| Gupta igazgatóhelyettesnő                                 | Sandra Oh            | Létay Dóra             |
| Charlotte                                                 | Kathleen Marshall    | Mics Ildikó            |
| Ms. Harbula, tornatanár                                   | Mindy Burbano        | Horváth Lili           |
| Wells, zenetanár                                          | Kimleigh Smith       |                        |
| Anna, vezérszurkoló                                       | Beth Anne Garrison   |                        |
| Fontana, vezérszurkoló                                    | Bianca Lopez         |                        |
| Lupe, vezérszurkoló                                       | Tamara Levinson      |                        |
| Mr. Robutusen, szomszéd                                   | Patrick Richwood     | Fekete Zoltán          |
| Arthur Washington rendőrőrmester                          | Terry Brown          | Vári Attila            |
| Motaz miniszterelnök                                      | Joel McCrary         | Bácskai János          |
| Maria Motaz                                               | Clare Sera           |                        |
| Siegfried von Troken báró                                 | Greg Lewis           | Orosz István           |
| Joy von Troken bárónő                                     | Bonnie Aarons        |                        |
| Lady Evergreen                                            | Jane Morris          |                        |
| Lord Fricker                                              | Gary Combs           | Szinovál Gyula         |
| Bruce Macintosh                                           | John McGivern        | Wohlmuth István        |
| Doki                                                      | James Brown Orleans  | R. Kárpáti Péter       |
| Schiavone                                                 | Karl Makinen         | Katona Zoltán          |
| Suki Sanchez                                              | Sandra Taylor        |                        |
| Cassie, tini riporter a bálon                             | Nicholle Tom         |                        |
| Nelson Davenport                                          | Tom Hines            | Kapácsy Miklós         |
| Eduard Christoff Philippe Gérard Renaldi, Genovia hercege | Rene Auberjonois     | Kapácsy Miklós         |
| Paolo, a hajszobrász                                      | Larry Miller         | Sinkovits-Vitay András |